# Andrea Carla Michaels
Andrea Carla Eisenberg (nacida en 1959), conocida como Andrea Carla Michaels, es una constructora de crucigramas y consultora de nombres corporativos estadounidense. Fue comediante y escritora de televisión después de graduarse de la Universidad de Harvard en 1980 y jugó ajedrez competitivo y Scrabble y apareció en Jeopardy! y Wheel of Fortune. Desde el año 2000 se han publicado más de 80 crucigramas suyos en The New York Times. En San Francisco, se la conoce como Pizza Lady («Dama de la pizza») por sus esfuerzos para alimentar a las personas sin hogar de su comunidad.

## Primeros años y educación
Michaels creció en una familia judía en Mineápolis, Minnesota, la menor de tres hijas de M. Michael Eisenberg, cirujano de la Universidad de Minnesota, y Carol Kossin. Cuando era niña, le gustaba resolver rompecabezas, jugar juegos de mesa y ayudar a su padre con el crucigrama de The New York Times de los domingos. Aprendió ajedrez a los cinco años y jugó competitivamente entre los 11 y los 15 años, ganando cinco campeonatos femeninos consecutivos de Minnesota y tres títulos nacionales juveniles.
Después de saltarse un grado y medio, Michaels se graduó de Northrop Collegiate School en Mineápolis (más tarde The Blake School) en 1976. Se graduó en psicología en la Universidad de Harvard a los 20 años en 1980.

## Carrera
En la década de 1980, Michaels comenzó a trabajar en comedia, actuando en clubes, escribiendo artículos de humor para publicaciones periódicas y apareciendo en especiales de comedia de televisión. Adoptó el apellido artístico «Michaels», adaptado del nombre de su padre. Se mudó a Los Ángeles y trabajó en televisión como escritora de trivia para programas de juegos como Wordplay y The Challengers, acompañante en The Dating Game y escritora de la comedia de situación Designing Women. También compitió en programas de juegos como Jeopardy! en 1988 (donde quedó en segundo lugar detrás del entonces ganador del premio récord de un solo día) y Wheel of Fortune en 1991 (donde ganó una motorhome). Se unió a un club de Scrabble y se convirtió en jugadora e instructora de torneos de clasificación nacional.
Michaels se mudó a San Francisco en 1984. Fundó una empresa, Acme Naming, que inventa nombres para empresas y productos, después de haber trabajado previamente como nombradora para otras empresas. En 2012, escribió un ensayo sobre la falta de hijos para la colección de Henriette Mantel No Kidding: Women Writers on Bypassing Parenthood (2013).
La carrera de Michaels como escritora de crucigramas comenzó en la década de 1980 con juegos de palabras y trivia para la revista Games y crucigramas para TV Guide. Su primer crucigrama del The New York Times se publicó el 12 de junio de 2000 y presentaba un tema de terremoto y un diseño de cuadrícula «irregular». Ella co-construyó un rompecabezas con su amigo de la universidad Neil deGrasse Tyson en 2017. A noviembre de 2023, ha publicado 85 crucigramas en el Times, incluidas 54 colaboraciones y 61 publicados los lunes (el rompecabezas de la semana más fácil de resolver pero no necesariamente de crear), ganándose el apodo de Queen of Mondays, «Reina de los lunes» (junto con Lynn Lempel).
En la Nochebuena de 2015, Michaels comenzó a servir a la comunidad de personas sin hogar en San Francisco (su vecindario) repartiendo pizza y ocasionalmente otros artículos donados, volviéndose conocida como Pizza Lady («Dama de la pizza»). Le pidió a Nobhill Pizza & Shawarma en Nob Hill que reservara las porciones sobrantes en lugar de convertirlas en abono y luego las recalentara para regalarlas en Polk Street, donde distribuía unas veinte porciones al día. Después de que la pizzería comenzó a hacer pizzas solo por pedido durante la pandemia de COVID-19 en 2020, repartió comida de Golden Veggie Market con «fechas de caducidad falsas», así como ropa donada. A 2023, continuó entregando restos de pizza de Nobhill Pizza y creó un sitio web en su esfuerzo por identificar y devolver el equipaje robado desechado en el área. El 17 de octubre de 2023, la Junta de Supervisores de San Francisco presentó un certificado de honor en reconocimiento a su servicio como Pizza Lady, por sus esfuerzos para devolver artículos robados y por su trabajo en apoyo del control de alquileres.

## Lectura adicional
- Rivard, Regina (16 de septiembre de 2011). «Life in Black and White: Part I» (vídeo).
- Wenus, Laura (20 de septiembre de 2019). «Kindness, 1 Pizza Slice at a Time». SF Public Press (pódcast).